# جوزيه ماريا فيلوسو
جوزيه ماريا فيلوسو هو سياسي فلبيني، ولد في 30 أبريل 1886 في San Isidro, Leyte ‏ في الفلبين، وتوفي في 13 أبريل 1969. انتخب عضو مجلس النواب في الفلبين ‏.